# ドリームハイ
『ドリームハイ』は、韓国KBSにて2011年1月3日から2月28日まで放送されたテレビドラマ。全16話。ペ・ヨンジュンとパク・ジニョンの共同プロデュースによる芸能高校を舞台とした学園ドラマである。

## キャスト
※括弧内は日本語吹替

### 生徒
- コ・ヘミ：ペ・スジ（Miss A）（伊藤静）

声楽を学んでいたが、父親の借金のためにキリン芸高に入学する。
- ソン・サムドン：キム・スヒョン（宇宙）

一度見たり聞いたりした事をすぐにコピーする才能を持つ。コ・ヘミによるスカウトにより、キリン芸高に入学する。
- チン・グク：オク・テギョン（2PM）（伊勢文秀）
- ユン・ベクヒ：ハム・ウンジョン（T-ARA）（小林未沙）

ヘミッパ（ヘミのスリッパの略）のニックネームを持つ頭からつま先まで、コ・ヘミと同じ格好をする親友。キリン芸高オーディションの時、チョン・ハミョンより『幸運のペンダント』を譲り受ける。
- ジェイソン：ウヨン（2PM）（須藤翔）
- キム・ピルスク：IU（中司ゆう花）

キリン芸高入学時抜群の歌唱力で入学したが、ダイエットが上手くいかずに入試クラスに入れられる。

### 教師・他
- チョン・ハミョン：ペ・ヨンジュン（萩原聖人）

理事長。
- シ・ボムス：イ・ビョンジュン

芸術部長　→ 校長。
- シ・ギョンジン：イ・ユンジ（羽飼まり）

ダンスと音楽の教師。シ・ボムスの娘。
- ヤン・ジンマン：英語教師：パク・ジニョン

チョン・ハミョンによるスカウトにより、キリン芸高に勤務する。密かに芸能デビューを夢みている。
- カン・オヒョク：オム・ギジュン（福田賢二）

亡くなったコ・ヘミの母親の不倫相手。情に厚く、生徒のために多額の借金まで背負い込んでしまう人物。コ・ヘミ、ソン・サムドン、チン・グク、コ・ヘソンに自宅の部屋を提供する。
- マ・ドゥシク：アン・ギルガン（広田みのる）

コ・ヘミの父親の借金の債権者。カン・オヒョクの姉に好意を寄せる。
- コ・ヘソン：アン・ソヒョン（石毛佐和）

コ・ヘミの妹。
- スミ・ジョー ※特別出演

オペラ歌手。

### スタッフ
- 演出：イ・ウンボク
- 監督：パク・ヘリョン

## 韓国国外での放送

### 日本
日本ではDATV、TBSテレビ、BSジャパンにて放送された。

## ドリームハイスペシャルコンサート
ドリームハイスペシャルコンサートとは、ドリームハイ出演者によるトーク、NG集、歌唱番組
- MC
  - キム・テウ
  - パク・ギョンリム
- ドラマ出演者
  - ペ・スジ
  - オク・テギョン
  - キム・スヒョン
  - ハム・ウンジョン
  - ウヨン
  - IU
  - イ・ビョンジュン
  - パク・ジニョン
  - オム・ギジュン

## ドリームハイ 2
『ドリームハイ2』は、韓国KBSにて2012年1月30日から3月20日まで放送されたテレビドラマ。全16話。

### キャスト（ドリームハイ 2）
※括弧内は日本語吹替

#### 生徒（ドリームハイ 2）
- シン・ヘソン：カン・ソラ（三木美）

主人公（ヒロイン）。
- チン・ユジン：チョン・ジヌン（2AM）（細谷佳正）
- リアン：ジヨン（T-ARA）（あいざわゆりか）

HershEのメンバー。ビジュアル担当、JBの元恋人。
- JB：JB（GOT7）（河本啓佑）

I:dnのリーダー。
- ナナ：ヒョリン（SISTAR）（大原桃子）

HershEのリーダー兼メインボーカル。
- エイリー：エイリー

HershEのメンバー。
- シウ：パク・ソジュン（三宅貴大）

I:dnのメンバー。
- チョン・ウィボン：Jr.（GOT7）（速水秀之）
- パク・スンドン：ユ・ソヨン（大関英里）

シン・ヘソンの親友。
- パク・ホンジュ：キム・ジス（玉木雅士）
- イ・スル：チョン・ヨンジュ（富樫美鈴）

イ・ガンチョルの娘。

#### 教師・他（ドリームハイ 2）
- イ・ガンチョル：キム・ジョンテ

OZエンターテイメント社長兼高校理事長。
- チュ・ジョンワン：クォン・ヘヒョ

校長。
- ヤン・ジンマン：パク・ジニョン

英語教師。
- ヒョン・ジス：パク・カヒ

ダンス講師。
- アン・テヨン：チェ・ヨジン（大塚さと）

講師。

### スタッフ（ドリームハイ2）
- 脚本：ホ・ソンへ
- 演出：イ・ウンボク、モ・ワンイル

## 2012年の日本版ミュージカル
2012年7月3日から20日まで新国立劇場 中劇場にて日本人キャストによるミュージカル 「ドリームハイ」が公演された。

### キャスト（2012年の日本版ミュージカル）
- ソン・サムドン - 松下優也
- チン・グク - 水田航生
- ジェイソン - 丞威
- コ・ヘミ - NANAKA(BRIGHT）
- ユン・べクヒ - 川上ジュリア
- キム・ピルスク - サントス・アンナ
- カン・オヒョク - 土屋裕一
- シ・ギョンジン - NANA(MAX)

ほか

### スタッフ（2012年の日本版ミュージカル）
- 原作 - 韓国KBSドラマ「ドリームハイ」
- 演出・振付 - 増田哲治（TETSUHARU）
- 脚本 - 葛木英
- 音楽 - かみむら周平
- 美術 - 伊藤雅子
- 照明 - 吉田一統
- 音響 - 中島聡
- 衣裳 - 屋島裕樹
- ヘアメイク - 糸川智文
- 歌唱指導・演出助手 - 木下マカイ
- 舞台監督 - 今野健一（キーストーンズ）

## 2025年の日本版ミュージカル
2025年の4月11日から27日までシアターHにて日本人キャストと韓国人キャストによるミュージカル 「ドリームハイ」が公演される予定である。

### 主催/企画
- 「ドリームハイ」製作委員会
- LDH JAPAN
- テレビ朝日
- EXエンタテインメント
- ABCテレビ
- HIKE

### キャスト（2025年の日本版ミュージカル）
- ソン・サムドン - SE7EN、ジンジン、蒼井翔太
- チン・グク - ドンウ、瀬戸利樹
- ジェイソン - 平野莉玖
- ユン・べクヒ - 王林
- カン・オヒョク - 近藤真彦、別所哲也
- マ・ドゥシク - 川崎麻世、徳永ゆうき
- 校長先生 - 長谷川初範、大友康平
- 高校生サムドン/ジュンソ - 瀧澤翼
- 高校生ジェイソン/ホヨル - 樋口祐太
- 高校生ヘミ/ヘソン - 安里唯
- 高校生ピルスク/ピルヒ/ユジン - 水越里歌
- ドンフィ - MAHIRO
- アンソニー - MINATO

ほか

### スタッフ（2025年の日本版ミュージカル）
- 日本語翻訳/訳詩 - 安田祐子
- 日本版演出 - 久保田唱
- 音楽監督 - 宮崎誠
- 振付/ステージング - 石岡貢二郎
- 歌唱指導 - 咲山類